# Maud (loď)
Maud je loď pojmenovaná po norské královně postavená v loděnici na osloském předměstí Asker pro druhou Amundsenovu výpravu. Byla postavena pro plavbu Severovýchodním průjezdem okolo Arktidy.
Na vodu byla spuštěna v červnu 1916 či 17. června 1917 ve Vollenu v oblasti Akershus.

## Osudy
Zatímco v Norském námořním muzeu se dochovaly další lodě se kterými se Amundsen plavil při polárních průzkumech, Gjøa a Fram, měla Maud drsnější osud. Po plavbě Severovýchodním průjezdem, která nedosáhla plánovaných cílů, loď skončila v Nome na Aljašce a v srpnu 1925 byla prodána jménem Amundsenových věřitelů v Seattlu ve Washingtonu. Koupila ji Společnost Hudsonova zálivu, která ji přejmenovala na Baymaud.